# Municipio de Plain (condado de Stark)
El municipio de Plain (en inglés: Plain Township) es un municipio ubicado en el condado de Stark en el estado estadounidense de Ohio. En el año 2010 tenía una población de 52540 habitantes y una densidad poblacional de 738,36 personas por km².

## Geografía
El municipio de Plain se encuentra ubicado en las coordenadas 40°52′7″N 81°22′8″O / 40.86861, -81.36889. Según la Oficina del Censo de los Estados Unidos, el municipio tiene una superficie total de 71.16 km², de la cual 70.73 km² corresponden a tierra firme y (0.59%) 0.42 km² es agua.

## Demografía
Según el censo de 2010, había 52540 personas residiendo en el municipio de Plain. La densidad de población era de 738,36 hab./km². De los 52540 habitantes, el municipio de Plain estaba compuesto por el 92.54% blancos, el 4.31% eran afroamericanos, el 0.23% eran amerindios, el 0.97% eran asiáticos, el 0.01% eran isleños del Pacífico, el 0.33% eran de otras razas y el 1.62% pertenecían a dos o más razas. Del total de la población el 1.42% eran hispanos o latinos de cualquier raza.